# Francisco Calvo
Francisco Javier Calvo Quesada (San José, 1992. július 8. –) Costa Rica-i válogatott labdarúgó, a török Konyaspor középpályása.

## Pályafutása

### Klubcsapatokban
A Saprissa korosztályos csapataiban nevelkedett, majd 2010-ben Amerikában lett ösztöndíjas. Profi pályafutását a Herediano csapatában kezdte 2011-ben, majd a Pérez Zeledón együttesét erősítette egy szezont követően. 2013 januárjában a dán Nordsjælland csapatába igazolt. Fél év múlva visszatért a Heredianoba. 2015 januárjában kölcsönbe a Santos klubját erősítette. 2015 és 2016-ban a Saprissa csapatánál volt és 2017 elején igazolt az amerikai Minnesota Unitedhez. 2019. május 3-án a Chicago Fire labdarúgója lett.

### A válogatottban
2011. július 2-án a 2011-es Copa América nyitómérkőzésén Kolumbia ellen debütált a válogatottban. A 2011-es U20-as labdarúgó-világbajnokságon tagja volt a korosztályos válogatottnak. Részt vett a válogatott tagjaként a 2011-es, a 2015-ös és a 2017-es CONCACAF-aranykupán, valamint a 2011-es és a 2016-os Copa Américán. Bekerült a 2018-as labdarúgó-világbajnokságra utazó keretbe.

## Sikerei, díjai
- Saprissa
  - Costa Rica-i bajnok (Apertura): 2016